# Wasiewicze (Litwa)
Wasiewicze (lit. Vosiūnai) – wieś na Litwie, w starostwie Wielka Wieś, rejonie ignalińskim, okręgu uciańskim. Leży na lewym brzegu rzeki Dzisny, 5 km na wschód od wsi Nowiki. Znajduje się przy granicy litewsko-białoruskiej. Obok miejscowości Rymaldziszki jest najbardziej na wschód wysuniętą miejscowością Litwy.

## Historia
Wieś była znana w 1744 roku jako miejscowość w rzymskokatolickiej parafii w Twereczu. W 1784 roku wieś należała do Benedyktynek Konwentu Wileńskiego.
Wieś została opisana w Słowniku geograficznym Królestwa Polskiego. Z opisu wynika, że w 1893 roku wieś włościańska Wasiewicze leżała w gminie Twerecz, w okręgu wiejskim i dobrach skarbowych Dzisna, w powiecie święciańskim guberni wileńskiej Imperium Rosyjskiego. W 14 domach mieszkało tu 158 mieszkańców katolików i 11 żydów (w 1865 roku 62 dusz rewizyjnych).
W okresie międzywojennym wieś leżała w granicach II Rzeczypospolitej w gminie wiejskiej Twerecz, w powiecie święciańskim, w województwie wileńskim. Jej mieszkańcy podlegali pod rzymskokatolicką parafię w Wasiewiczach. 
Po agresji ZSRR na Polskę w 1939 roku wieś została zajęta przez Armię Czerwoną i włączona do BSRR, a w 1940 do LSRR. W latach 1941–1944 pod okupacją niemiecką. Następnie leżała w LSRR. Od 1991 roku w Republice Litewskiej. 

## Parafia rzymskokatolicka
Miejscowość jest siedzibą parafii Najświętszej Maryi Panny w Wasiewiczach w dekanacie ignalińskim archidiecezji wileńskiej. Kościół parafialny zbudowano w 1921 roku.